# Sonic Eraser
Sonic Eraser (jap.: ソニックイレイザー) ist ein Puzzle-Computerspiel, das vom Sonic Team entwickelt und von Sega für Sega Meganet via Sega Game Toshokan, einem Japan-exklusiven Online-Game-Downloading-Service für das Sega Mega Drive, veröffentlicht wurde. Da es lange größtenteils unbekannt blieb, veröffentlichte Sega das Spiel im Jahre 2004 kurzerhand kostenfrei auf ihrer Website.

## Gameplay
In diesem Puzzle-Spiel fallen verschiedenfarbige Formen von oben nach unten, zwei gleiche Blöcke nebeneinander lösen sich auf und geben Punkte, vergleichbar mit Spielen wie Tetris, Dr. Mario oder Columns. Die vier Modi Normal Mode, Round Mode, Doubt Mode und Block Mode gehen mit unterschiedlichen Regeln ins Detail. Dabei können auch zwei Spieler gegeneinander antreten. Ein Spielfeld wird jeweils von einem Sonic-Sprite beobachtet und größere Kombos mit kleinen Animationen von Sonic versehen. Das Spiel verfügt über keine Handlung.

## Entwicklung
Sonic Eraser war das erste Spiel von Takao Miyoshi, der noch weitere Sega-Meganet-Spiele programmierte und später beispielsweise an Sonic 3D: Flickies’ Island (1996) und Sonic Adventure (1998) beteiligt war. In den Credits des Spiels bezeichnete er sich als „Taka Oh“, der Soundtrack des Spiels stammt von Masaru Setsumaru, genannt „Bosanova Oyz“. Zudem werden in den Special Thanks des Spiels folgende Namen erwähnt: Rouly (Shirō Kinemura), BigIsland (Naoto Ohshima), Osamu, Noisy Pad, Chiesama und Iiyo. Das ursprünglich nur mit japanischer Schrift verfügbare Spiel bekam viele Jahre später eine englische Fanmade-Übersetzung.
Das Vorhaben, Sonic Eraser der Sonic Gems Collection (2005) hinzuzufügen, wurde verworfen. Das Spiel wurde nie neuveröffentlicht und bekam keine Nachfolger.